# Christoph Eglinger
Christoph Eglinger (erwähnt 1451) war ein Deutschordensritter und Landvogt der Neumark.

## Leben
Vom Deutschordensbruder Christoph Eglinger sind einige Urkunden und Briefe aus den Jahren bekannt, in denen er Ordensvogt in der brandenburgischen Neumark war. Zuvor war er Vogt von Dirschau. Eglinger war in der Zeit des Dreizehnjährigen Krieges an der Belagerung von Danzig in den Jahren 1460–1462 beteiligt.